# Toxonprucha scitior
Toxonprucha scitior là một loài bướm đêm trong họ Erebidae.